# Evidomyia infida
Evidomyia infida là một loài ruồi trong họ Tachinidae.